# Saare
Saare era un comune rurale dell'Estonia orientale, nella contea di Jõgevamaa. Il centro amministrativo era la località (in estone küla) di Kääpa.
Nel 2017 è stato inglobato nel comune di Mustvee.

## Località
Oltre al capoluogo, il comune comprende altre 21 località (tra parentesi la popolazione al 2007):
Halliku (54), Jaama (70), Kääpa (206), Kallivere (27), Kiisli (33), Koseveski (46), Levala (32), Maardla (37), Nautrasi (20), Odivere (82), Pällu (63), Pedassaare (15), Putu (52), Ruskavere (59), Saarjärve (33), Sirguvere (48), Tarakvere (15), Tuulavere (20), Vanassaare (46), Vassevere (45), Veia (47), Voore (341).